# ماري أنيت أندرسون
ماري أنيت أندرسون (بالإنجليزية: Mary Annette Anderson)‏ هي مُدرسة أمريكية، ولدت في 27 يوليو 1874 في شورهام في الولايات المتحدة، وتوفيت في 2 مايو 1922.